# Государственный музей-заповедник М. Ю. Лермонтова
Государственный музей-заповедник М. Ю. Лермонтова — государственное бюджетное учреждение культуры Ставропольского края, литературно-мемориальный музейный комплекс в Пятигорске, созданный на основе дома, где провёл последние месяцы жизни М. Ю. Лермонтов, и куда было доставлено его тело после дуэли. Первый музей поэта.
Музей имеет статус исторического памятника федерального значения.

## История музея
М. Ю. Лермонтов в последний раз прибыл в Пятигорск 14 (26) мая 1841 года Совместно со своим другом и родственником А. А. Столыпиным он снял маленький домик на территории усадьбы Уманова. Маленький дом (белёная мазанка) с террасой для сдачи в наём построен отставным плац-майором Василием Чилаевым после покупки части территории усадьбы. Ещё до Лермонтова, в 1839 году, в этом доме останавливался русский поэт и переводчик Д. П. Ознобишин, создав здесь «Кавказский цикл».  261711033210006

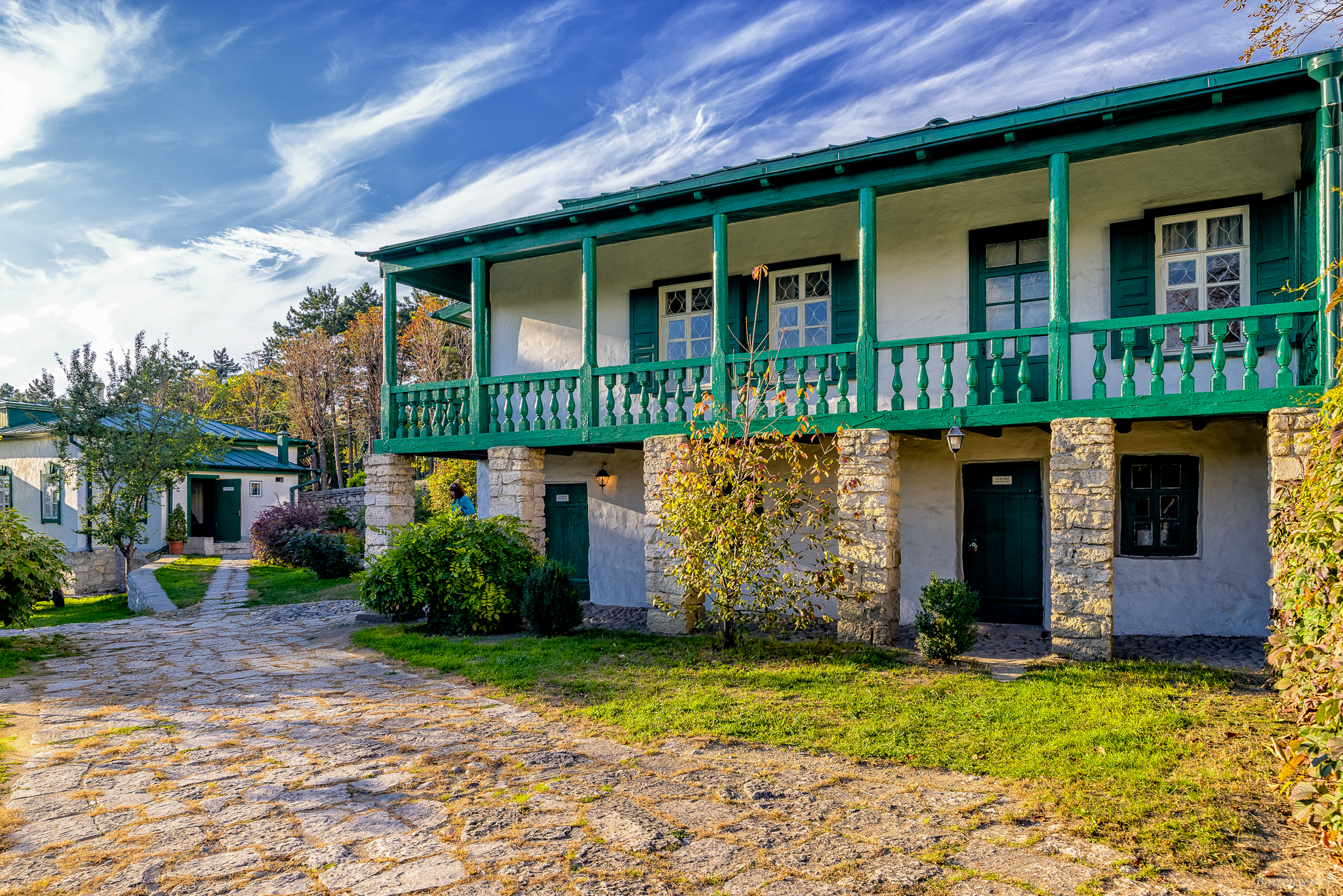
Усадьба Уманова

В мае 1841 года в домовой книге Чилаева появилась запись: «С капитана Алексея Аркадьевича Столыпина и поручика Михаила Юрьевича Лермонтова из С.-Петербурга за весь средний дом получено 100 руб. серебром». Лермонтов занимал в доме две комнаты окнами в сад. Из этого дома тело поэта было вынесено к месту его первого захоронения на старом пятигорском кладбище (Пятигорский некрополь).
В 1873 году усадьба перешла по наследству к Н. В. Чилаеву.
9/21 мая 1882 года в газете «Листок для посетителей Кавказских Минеральных Вод» появилось сообщение, что дом В. И. Чиляева (Чилаева) с лермонтовским флигелем перешёл во владение Ксаверия Вейштордта и уже перестроен.
В 1884 году А. Н. Островский стал инициатором появления на доме мемориальной доски с надписью: «Домъ, въ которомъ жилъ поэтъ М. Ю. Лермонтовъ».
В 1908 году в прессе был поднят вопрос о выкупе дома у Павла Семёновича Георгиевского. 21.04 (4.05) 1911 года принято постановление Пятигорской городской думы: «Приобрести Лермонтовскую усадьбу за 15 тысяч рублей, сделав заём в городском банке». Постановлением № 82 городской управы усадьба с домиком Лермонтова предоставлена во временное пользование КГО «для устройства музея, библиотеки и хранения вещей, связанных с именем поэта». В июне 1912 года в усадьбе открылся бесплатный городской Лермонтовский кавказский музей. Вдоль Дворянской улицы (ныне — Карла Маркса) были утверждены указатели с надписями «К домику Лермонтова и музею Горного Общества». По другим данным музей открыт в годовщину гибели поэта 15 (27) июля 1912.
Первые подлинные экспонаты в коллекцию музея передала Евгения Шан-Гирей, троюродная племянница М. Ю. Лермонтова — письменный стол и кресло, привезённые из Петербурга. За этим письменным столом были созданы многие произведения поэта.
В 1920 году с восстановлением советской власти усадьба была национализирована и передана Терскому губернскому музею. В ведение «Домика» тогда же были переданы памятник поэту, сквер у памятника и памятник на месте дуэли у подножия Машука.
В июле 1941 года решением горисполкома были временно закрыты (из-за отсутствия средств на содержание) Пятигорский краеведческий музей и музей «Домик Лермонтова». Однако это решение вскоре было отменено (обращение Народного комиссариата просвещения об организации патриотических выставок в условиях военного времени и приказ Наркома просвещения В. П. Потемкина от 2 сентября 1941 года).
Сотрудники музея проводили патриотические выставки и лекции. Строки из Лермонтовского «Бородино» «Уж постоим мы головою за родину свою!» были начертаны на кумаче, повешенном над входом в музей.
4 января 1942 года в Пятигорск было эвакуировано 27 ящиков с экспонатами Ростовского музея изобразительных искусств (размещены в одном из помещений Лермонтовской усадьбы).
26 мая 1944 года прошёл акт передачи Ростовскому музею изобразительных искусств сотрудниками музея «Домик Лермонтова» спасенных ценностей (221 картина и рисунок, 234 гравюры и офорта, 42 предмета из фарфора, мрамора, бронзы). Среди них были работы художников Айвазовского, Васнецова, Левитана, Коровина, Репина, Серова, Шишкина. Елизавете Ивановне Яковкиной была выдана справка от 5 апреля 1944 года за подписями секретаря Пятигорского горкома ВКП(б) И. Храмкова и председателя горисполкома Р. Кудлаева в том, что она вместе с сотрудниками музея М. Ф. Николевой и Н. В. Капиевой, будучи на оккупированной немцами территории, «под страхом смерти» спасла ценности музея от разграбления.
В июне 1945 года решением коллегии Наркомпроса РСФСР музей «Домик Лермонтова», находящийся в ведении пятигорского ГорОНО, переведён в республиканское подчинение и взят на республиканский бюджет. Московский искусствовед Н. П. Пахомов передал музею около 40 иллюстраций художника М. Зичи к произведениям М. Ю. Лермонтова.

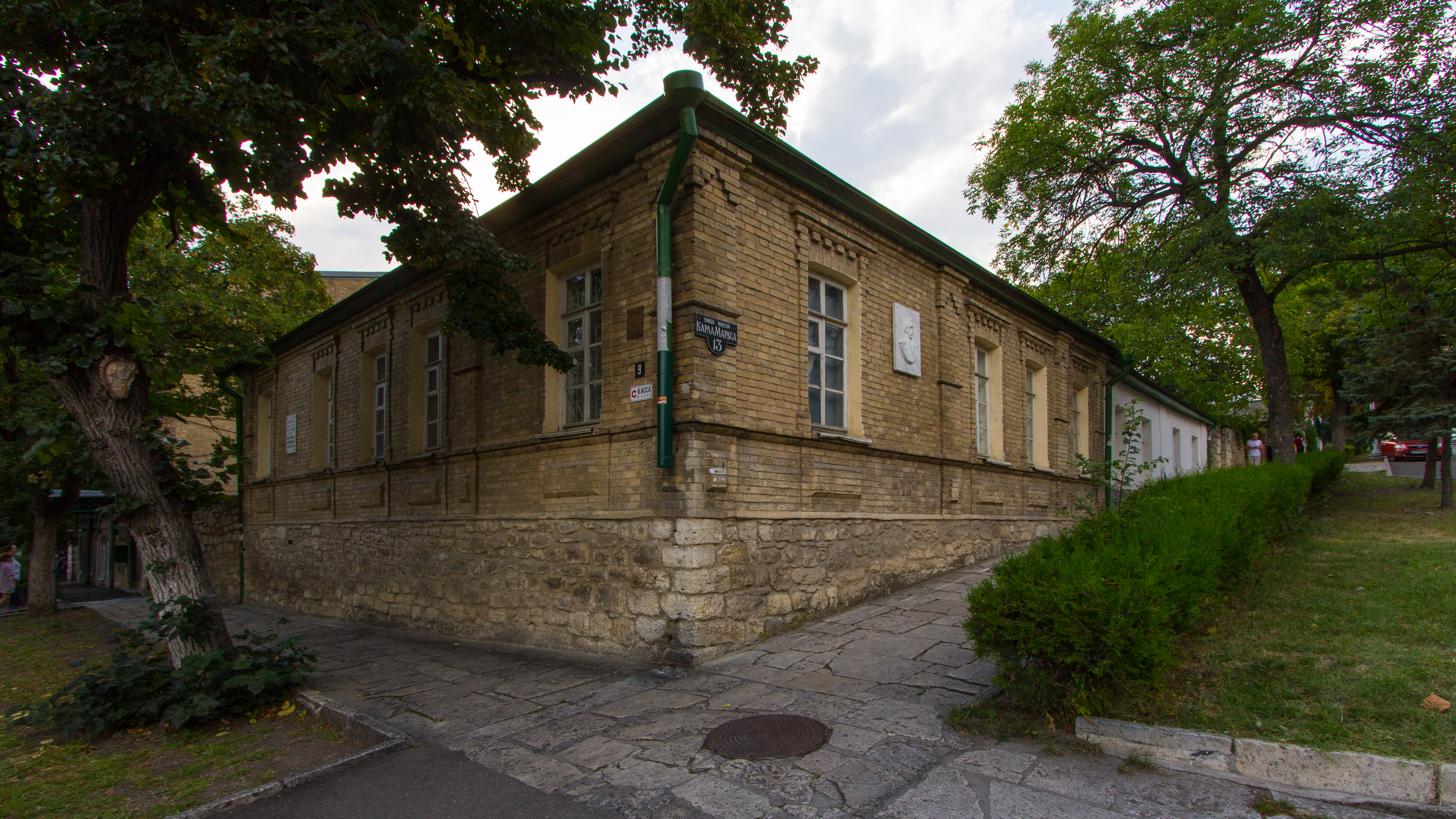
Дом Верзилиных, где Н. С. Мартынов вызвал на дуэль М. Ю. Лермонтова

В 1946 году к музею присоединён дом Верзилиных — дом, где часто бывал М. Ю. Лермонтов и где он был вызван на дуэль с Н. С. Мартыновым.  261710893270006
В 1948 году организовано литературное отделение музея и он получил название Пятигорского государственного литературно-мемориального музея «Домик Лермонтова». 11 февраля 1948 года вышел в свет «Временник Государственного музея „Домик Лермонтова“».

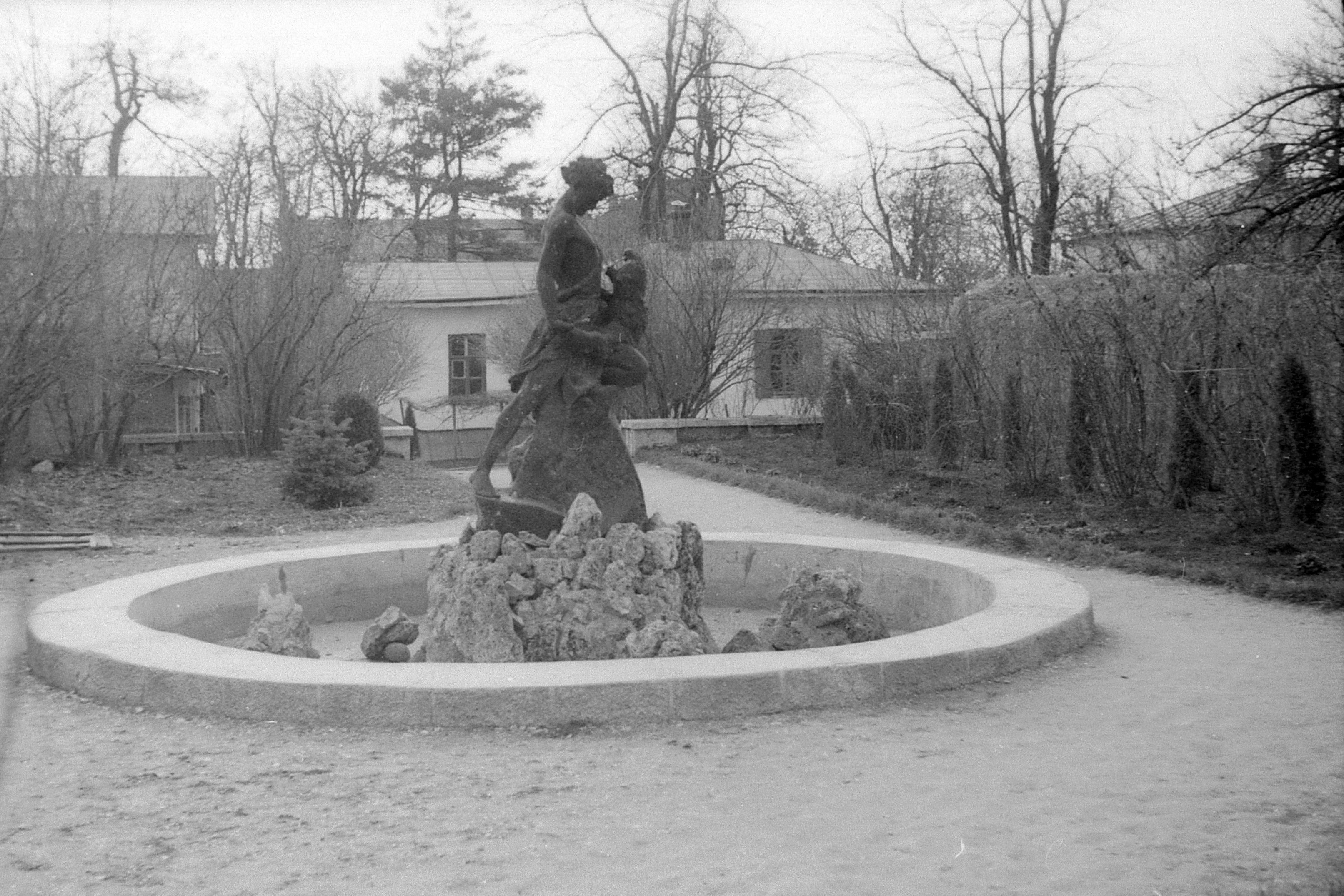
Фонтан «Схватка Мцыри с барсом»

15 октября 1952 года на территории музея открыт фонтан «Схватка Мцыри с барсом». Скульптуру для фонтана выполнила пятигорский скульптор Ирина Фёдоровна Шаховская. Снесён в 1975 году.
В 1964—1967 годах в доме-музее проведена реставрация, в ходе которой «домику Лермонтова» возвращён первоначальный вид.
7 июня 1973 года музей «Домик Лермонтова» преобразован в Государственный музей-заповедник М. Ю. Лермонтова, центром которого стал мемориальный лермонтовский квартал, расположенный в исторической части города.
В феврале 1979 года в реставрированной усадьбе Уманова открылась новая экспозиция «Лермонтов в изобразительном искусстве». Одновременно завершена реставрация бывшего дома В. И. Чиляева (Чиладзе), где разместилась научная библиотека.
В декабре 1997 года был восстановлен дом, в котором жил в 30-е годы XIX века композитор А. А. Алябьев. Дом стал частью музея, в нём открыт музыкальный салон с выставочным залом.
Музей получил Премию Министерства обороны Российской Федерации в области культуры и искусства за 2018 год за культурно-просветительские проекты в области библиотечного, музейного дела, народного, литературного творчества, театрального, музыкального, изобразительного искусства.

## Экспозиция

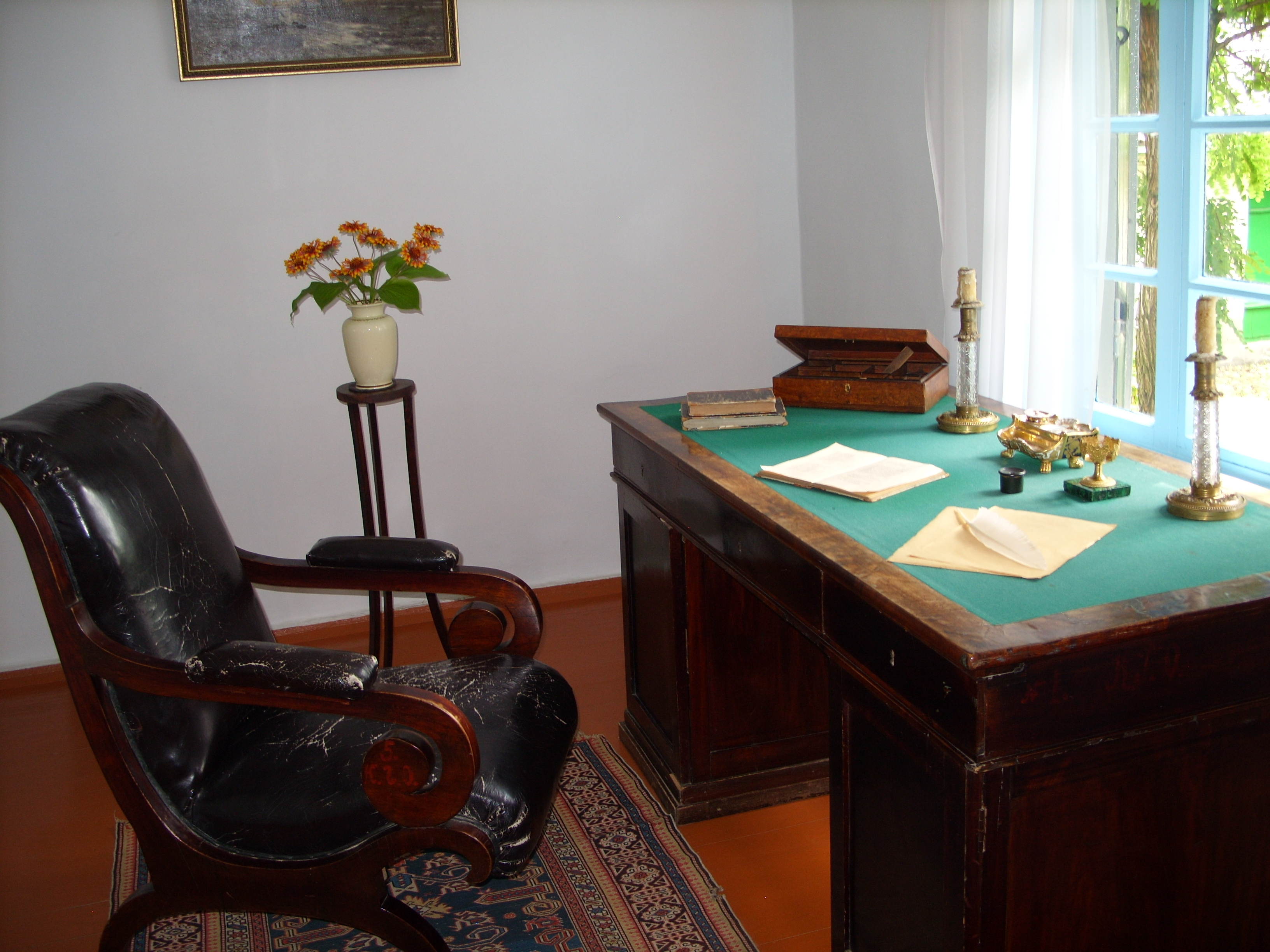
Письменный стол и кресло писателя

Постоянная экспозиция музея поделена на четыре отдела:
- Домик Лермонтова — дом, где воссоздана обстановка последних дней жизни поэта;
- «Лермонтов и Кавказ» — литературная экспозиция расположена в доме генерала П. С. Верзилина;
- отдел «М. Ю. Лермонтов в изобразительном искусстве» (бывший дом И. В. Уманова), отдел открыт в 1979 году;
- «Дом Алябьева» — усадьба Карабутовой, где в 1823 г. находилась медико-хирургическая лаборатория А. И. Нелюбина, а в 1832 году снимал комнаты А. Алябьев, автор романсов «Соловей» и «Вечерний звон»[1][12]. В усадьбе проводятся временные выставки, а также организован музыкальный салон.

В фондах музея находится 58500 единиц хранения. Среди наиболее ценных экспонатов — коллекции нот «М. Ю. Лермонтов в музыке», скульптурных изображений поэта, открыток XIX века, собрание «М. Ю. Лермонтов в изобразительном искусстве», иллюстрации к произведениям, а также архив Лермонтовской энциклопедии и уникальная библиотека по Кавказу.

## Строения
На территории музея:
- Домик Лермонтова
- Дом Генерала П. С. Верзилина
- Флигель В. П. Уманова
- Дом Алябьева
- Дом В. И. Чилаева
- Дом. В. П. Уманова
- Кухня В. П. Уманова
- Конюшня и хоз. постройки на усадьбе В. И. Чилаева

## Руководители
Заведующие
- 1923- В. И. Егоров-Хопёрский

Директора
- 1937—1951 — Елизавета Ивановна Яковкина[14]
- 1951—1968 — Александра Ильинична Гребенкова[15][16]
- 1968—1987 — Павел Евдокимович Селегей
- 1987—1994 — Людмила Ивановна Морозова
- 1994—2008 — Светлана Гавриловна Сафарова
- с 17 марта 2008 года — Ирина Вячеславовна Сафарова